# Biologisk bekæmpelsesmiddel
Biologisk bekæmpelse er en måde at bekæmpe skadelige og/eller uønskede livsformer (fx bestemte insekter, mider, ukrudt og plantesygdomme) ved at bruge andre levende organismer. I stedet for pesticider, afhænger biologiske bekæmpelsesmidler af prædation, parasitter, planteædere eller andre mekanismer, der i forvejen forekommer i stærkere økosystemer, men indebærer typisk ofte aktiv menneskelig indblanding.